# 深海村 (長崎県)
深海村（ふかのみむら）は、長崎県北高来郡にあった村。1956年（昭和31年）に東側に位置する湯江町および小江村と合併し、高来町となった。
現在の諫早市高来地域の南西部にあたる。

## 地理
- 河川：深海川

## 沿革
- 1889年（明治22年）4月1日 - 町村制施行により、深海村と藤田尾村が合併し北高来郡深海村が発足。
- 1956年（昭和31年）9月20日 - 湯江町・小江村・深海村が合併して高来町が発足し、深海村は自治体として消滅。

## 地名
名を行政区域とする。また、名の名称に「深海」「藤田尾」の大字を冠する。
大字深海
- 古場名
- 建山名
- 船津名

大字藤田尾（ふじたお）
- 大戸名
- 冨地戸名

## 交通

### 鉄道
村域を日本国有鉄道長崎本線が通るが、駅は設置されていない。

## 学校
- 深海小学校